# Nord de l'Índia
El Nord de l'Índia, Índia septentrional o Índia del nord (devanagari: उत्तर भारत, Bharat Uttar, urdú: شمالی ھندوستان, Shumālī Hindustan) és una regió situada en la part septentrional de l'Índia.

## Definicions
És una regió vagament definida i el significat exacte del terme varia segons l'ús cultural, lingüistic o administratiu.

### Definicions culturals oficials
- La Zona Cultural del Nord de l'Índia (North India Cultural Zone) és la zona nord estricta definida oficialment pel govern de l'Índia. Inclou els estats de Himachal Pradesh, Jammu i Caixmir and Panjab, així com el Territori de la Unió (Union Territory) de Chandigarh.[1]
- La Zona Cultural Septentrional-Central de l'Índia (North Central India Cultural Zone), inclou a més dels estats del nord, Bihar, Chhattisgarh, Delhi, Haryana, Jharkhand, Madhya Pradesh, Rajasthan, Uttarakhand i Uttar Pradesh.[2] Els estats de Bihar i Jharkhand formen a més part de la Zona Cultural de l'Índia oriental,[3] i Madhya Pradesh i Chhattisgarh are formen part alhora de la de la Zona Cultural Meridional-Central de l'Índia (South Central India Cultural Zone).[2]

### Definició lingüística
El Nord de l'Índia es defineix lingüísticament com a la zona del subcontinent indi on predominen les llengües indoàries que són, en gran manera, mútuament intel·ligibles. Aquesta zona inclou l'anomenat cinturó hindi (Hindi Belt) i, abans de la partició de l'Índia, també l'estat de Sind i la part pakistanesa del Panjab.
Sovint aquesta definició de l'Índia del Nord s'oposa a l'Índia del Sud, habitada pels pobles dràvides, amb un caràcter especial, cultures i costums diferents, i parlant llengües dravídiques i alfabets que la gent del nord generalment no pot entendre. Aquesta és actualment la definició més important i més sovint emprada a nivell popular.

### Definició tradicional i literària
Una definició tradicional del Nord de l'Índia que es troba sovint a la literatura és "al nord de la serralada de Vindhya. Així aquestes muntanyes formaven en temps històrics una línia divisòria entre el nord i el sud de l'Índia, com per exemple durant l'Imperi Gupta sota el regnat de Samudragupta.
Els Vindhyas també es troben a la narrativa del Rishi Agastya com a frontera entre el nord i el sud de l'Índia. El Manusmṛti també defineix la serralada de Vindhya com a límit meridional de Aryavarta (nom clàssic, i ara obsolet, de la zona nord de l'Índia).

## Característiques
Les característiques dominants del Nord geogràfic de l'Índia són les planes de l'Indus i el Ganges. Al nord es troba l'Himàlaia que delimiten la regió al sud del Tibet i l'Àsia central. El nord de l'Índia ha estat el centre històric dels regnes històrics Maurya, Gupta, Maratha i l'mogol. Compta amb una cultura molt antiga i diversa i inclou centres de pelegrinatge hindús, com Char Dham, Haridwar i Varanasi, budistes, com el temple Mahabodhi i el lloc de peregrinació musulmana d'Ajmer. També hi ha molts indrets de gran valor històric i arqueològic, com Khajuraho, Bhimbetka, Qutb Minar i el Taj Mahal. Entre els parcs naturals cal destacar el Parc Nacional de la Vall de les Flors.